# آسیاب شماره ۲ موگرم
آسیاب شماره ۲ موگرم مربوط به سده‌های متاخر دوران‌های تاریخی پس از اسلام است و در شهرستان کهگیلویه، بخش چرام، دهستان چرام، روستای موگرم واقع شده و این اثر در تاریخ ۷ خرداد ۱۳۸۷ با شمارهٔ ثبت ۲۲۹۷۰ به‌عنوان یکی از آثار ملی ایران به ثبت رسیده است.